# Représentations diplomatiques au Mali

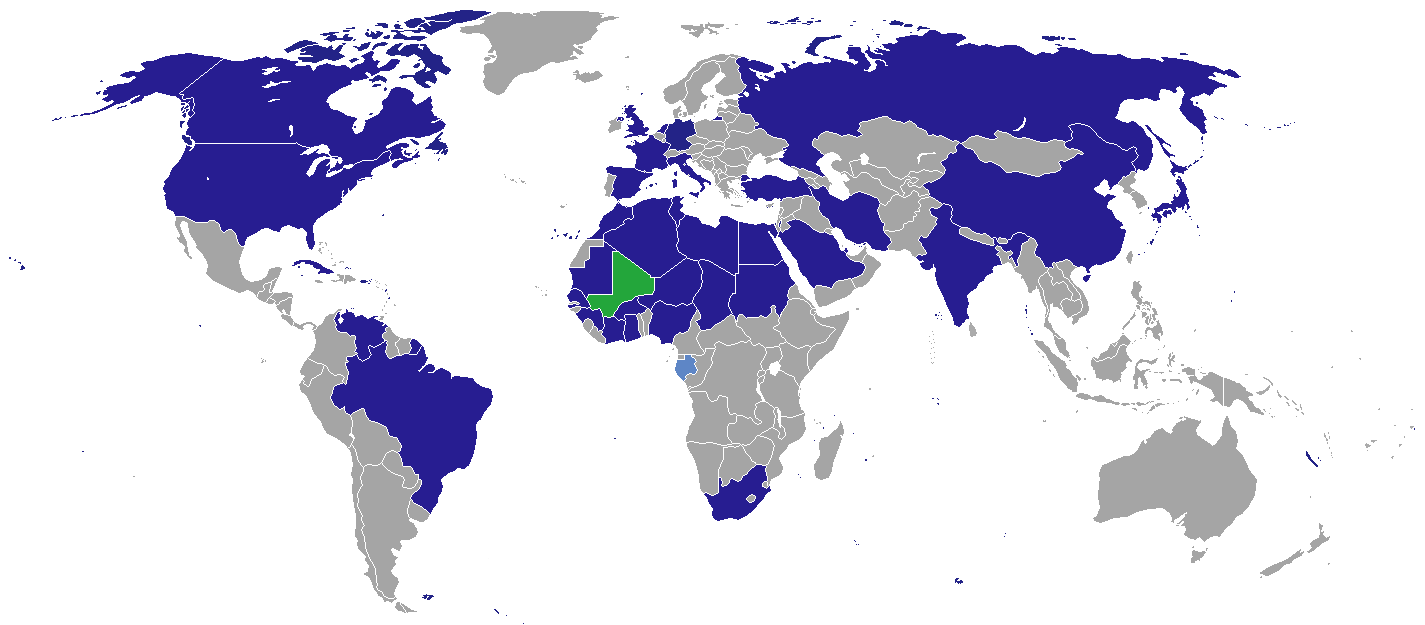
Carte des représentations diplomatiques au Mali

Ceci est une liste des représentations diplomatiques au Mali. La capitale Bamako abrite 38 ambassades. Plusieurs autres pays ont des ambassadeurs accrédités au Mali, la plupart résidant à Dakar.

## Ambassades
| - Afrique du Sud - Algérie - Allemagne - Arabie saoudite - Palestine - Belgique - Brésil - Burkina Faso - Canada - Chine - Côte d'Ivoire - Cuba - Danemark - Égypte - Espagne - États-Unis - France - Ghana - Guinée | - Inde - Italie - Iran - Japon - Libye - Luxembourg - Maroc - Mauritanie - Nigeria Ordre de Malte - Pays-Bas - Royaume-Uni - Russie - Sénégal - Tchéquie - Tunisie - Turquie - Venezuela |

## Mission
- Union européenne (Délégation)

## Ambassades non résidentes
- Argentine (Abuja)[1]
- Australie (Accra)[2]
- Autriche (Dakar)[3]
- Azerbaïdjan (Rabat)[4]
- Bulgarie (Alger)
- Bahreïn (Alger)
- Chili (Rabat)
- Cameroun (Dakar)[5]
- Colombie (Accra)
- Chypre (Le Caire)[6]
- Croatie (Rabat)[7]
- Émirats arabes unis (Dakar)
- Érythrée (Abuja)
- Finlande (Helsinki)
- Grèce (Abuja)[8]
- Indonésie (Dakar)[9]
- Irak (Alger)
- Jordanie (Alger)
- Kazakhstan (Moscou)
- Kenya (Dakar)
- Koweït (Alger)
- Laos (Paris)
- Liban (Alger/Abidjan)
- Luxembourg (Dakar)[10]
- Malte (La Valette)[11]
- Malaisie (Dakar)
- Mexique (Rabat)[12]
- Oman (Alger)
- Portugal (Dakar)[13]
- Pologne (Alger)[14]
- Roumanie (Dakar)[15]
- Serbie (Alger)[16]
- Slovaquie (Abuja)[17]
- Suisse (Dakar)[18]
- Thaïlande (Dakar)
- Tanzanie (Abuja)[19]
- Viêt Nam (Alger)
- Yémen (Alger)